# Kościół św. Wawrzyńca w Cynkowie
Kościół św. Wawrzyńca w Cynkowie – zabytkowy kościół katolicki znajdujący się w Cynkowie w gminie Koziegłowy w powiecie myszkowskim w województwie śląskim. Jest kościołem filialnym w parafii św. Wawrzyńca w Cynkowie w dekanacie koziegłowskim w archidiecezji częstochowskiej.
Świątynia znajduje się na szlaku architektury drewnianej województwa śląskiego.

## Historia
Kościół powstał w roku 1631 wzniesiony przez budowniczego Walentego Ruraya z Pyskowic (według napisów wyrytych w nadprożach drzwi). Prawdopodobnie w XIX wieku do kościoła dobudowano kruchtę zachodnią. Świątynia poddana została gruntownej restauracji w latach 1951-1958. W roku 1957 odnowiono ołtarz główny, ołtarze boczne oraz chór.

## Architektura
Kościół położony jest około 1 km na północ od wsi Cynków. Orientowany, drewniany, wybudowany w konstrukcji sumikowo-łątkowej o ścianach pobitych gontem. Nawa na rzucie zbliżonym do kwadratu, prezbiterium węższe, zamknięte trójbocznie, przy nim od północy znajduje się zakrystia. Od zachodu do nawy dostawiona kruchta. Dachy kościoła gontowe, dwuspadowe. Nad nawą ulokowana jest sześcioboczna sygnaturka na sygnaturkę z latarnią, zwieńczona hełmem. We wnętrzu stropy płaskie. Ściana tęczowa o wykroju prostokątnym. Od strony zachodniej nawy – chór muzyczny wsparty na dwóch słupach.